# Cordão de prata
O cordão de prata é um termo da metafísica, também conhecido por sutratm ou cordão da vida da antakarana, que se refere a conexão vital da consciência com o corpo físico.Na verdade ele tem cor de pele.

## Projeção Astral
Durante a projeção astral (ou experiência fora do corpo) algumas pessoas alegam tê-lo visto ou tocado e descrevem o cordão de prata como sendo a ligação com o  corpo astral ou duplo etérico ou psicossoma, geralmente na região encefálica posterior (nuca).[carece de fontes?]

## Origem da palavra
O chamado cordão de prata é uma expressão originária da bíblia. Encontra-se referido no livro de Eclesiastes, capítulo 12, verso 6. Subentende-se que essa expressão refere-se à força divina que mantém o corpo ligado ao espírito.